# Hollener Mühle

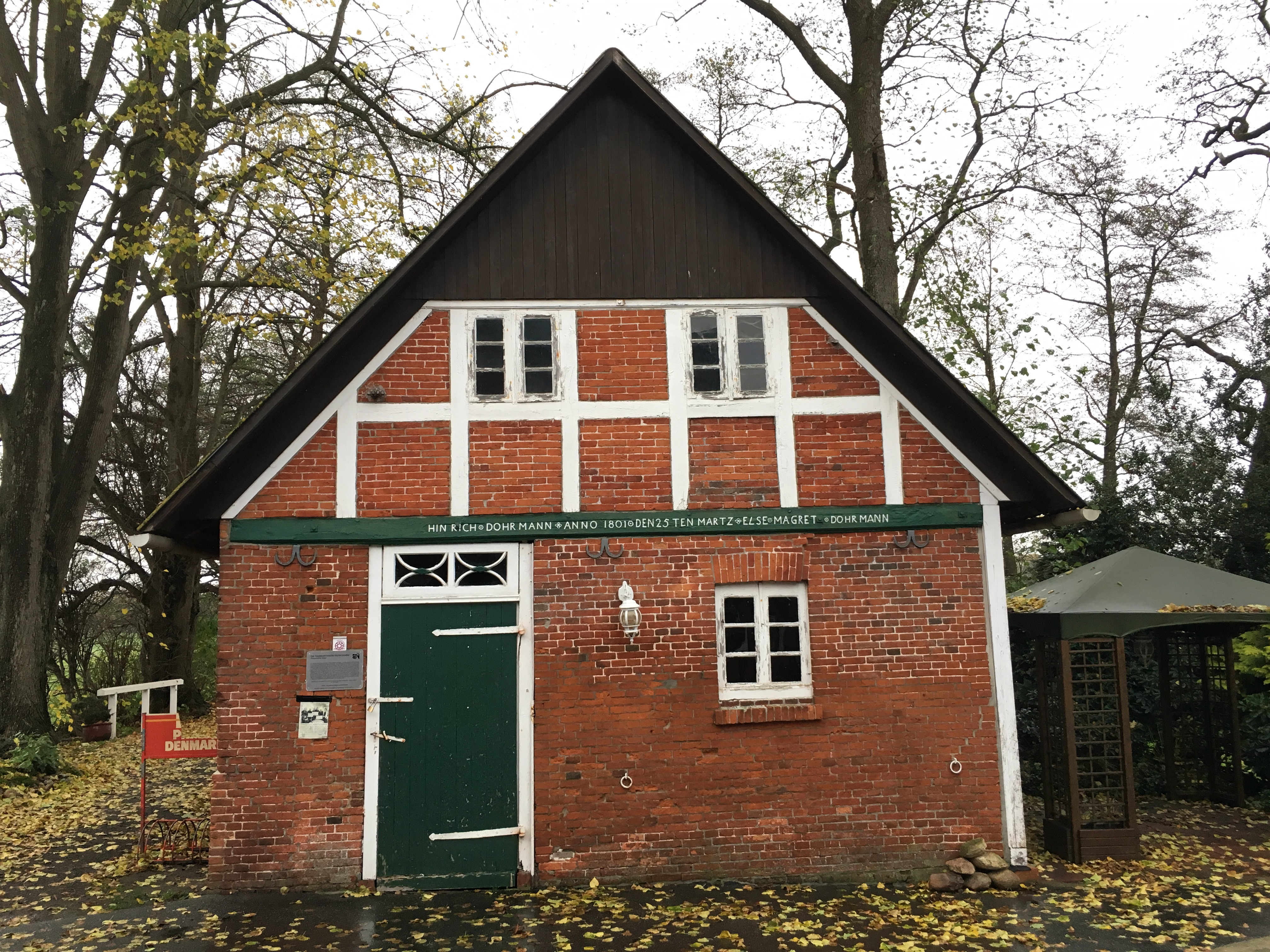
Hollener Mühle von Osten

Die Hollener Mühle ist eine denkmalgeschützte frühere Wassermühle und heutiges Gasthaus und Museumsmühle nahe der Ortschaft Hollen im Südosten des Landkreises Cuxhaven. Sie liegt am Hollener Mühlenbach, der in die Mehe mündet, zwischen Abbenseth im Süden und Hollen im Norden an der Kreisstraße 32.

## Geschichte

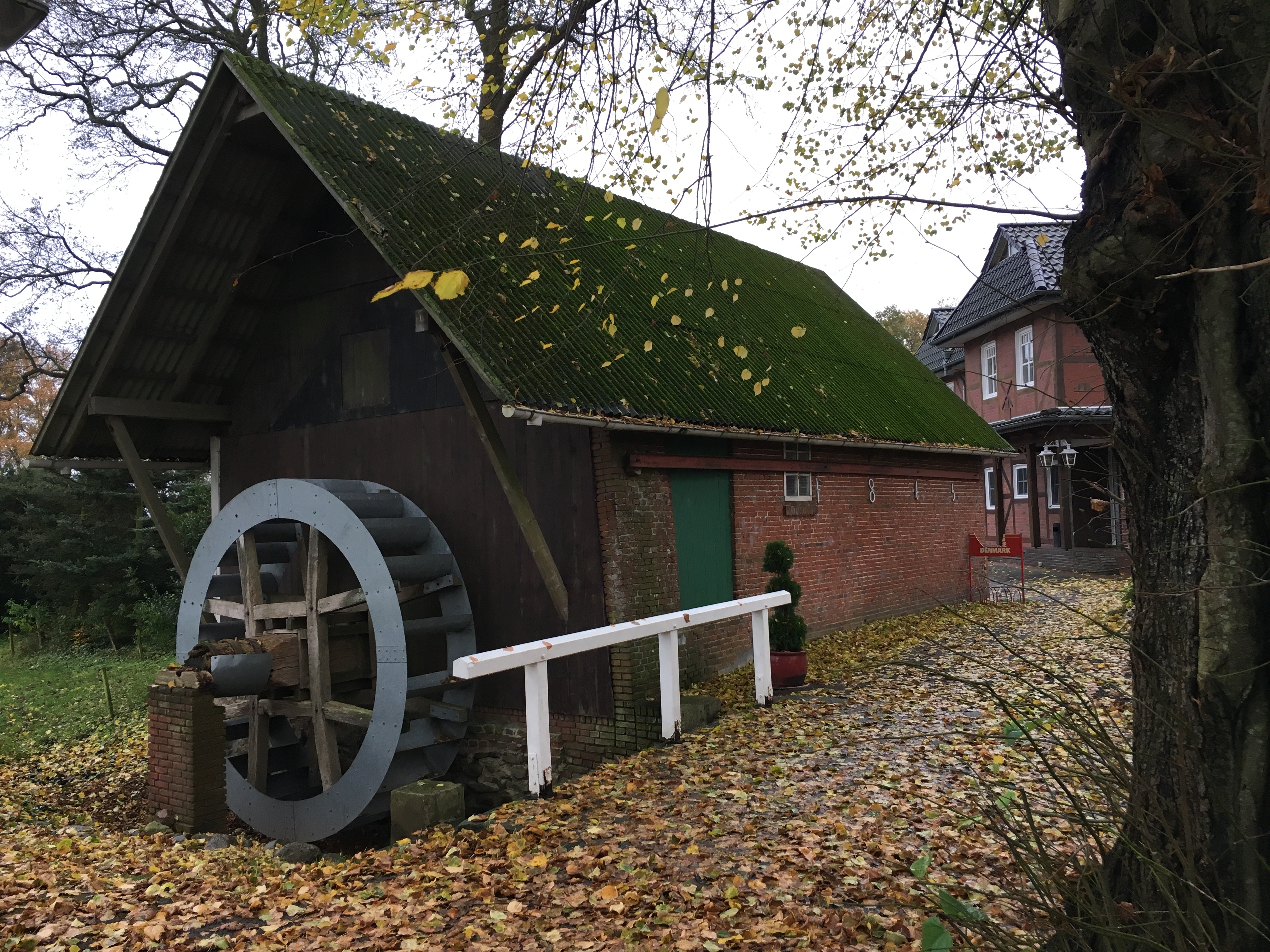
Hollener Mühle von Westen

Erstmals urkundlich erwähnt wurde die Mühle als Besitz der Familie von Brobergen im Jahre 1646, lag aber damals wüst. Die erste Mühle stand wahrscheinlich am Mühlenbruch an der jetzigen Bundesstraße 495. Das zweite Mal tauchte die Mühle 1694 in den Urkunden auf. Zu der Zeit war Johann Postel Müller; aus den Urkunden geht hervor, dass auch sein Vater Hinnerk und sein Großvater Müller auf der Hollener Mühle waren. In einem Balken der Mühle findet sich eingeschnitzt die Jahreszahl 1645. Vielleicht wurde die Mühle im Dreißigjährigen Krieg zerstört und anschließend wiederaufgebaut. Mitte des 18. Jahrhunderts war die Mühle im Besitz der Familie Dohrmann und wurde an ihrem heutigen Standort erbaut. 1801 wurde die Mühle als unterschlächtige Wassermühle in Fachwerkbauweise neuaufgebaut, von dem Fachwerk ist jedoch der Großteil nicht mehr vorhanden. Ab 1821 gehörte die Hollener Mühle der Familie Waller.
Von 1888 bis 1920 war neben der Wassermühle auch noch eine Windmühle in Betrieb. 1940 stellte die Wassermühle das Mahlen ein. Anschließend fungierte die Mühle nur noch als Gasthaus. Die Hollener Mühle wurde als Museumsmühle hergerichtet und läuft noch.
Das Mühlenrad im Hollener und Hollnsether Wappen steht für die Hollener Mühle.

### Einwohnerentwicklung
| Jahr | Einwohner          |
| ---- | ------------------ |
| 1848 | 15 Leute, 2 Häuser |
| 1885 | 3 Leute, 1 Haus    |